# Portrait du peintre Eric Forbes-Robertson
Le Portrait du peintre Eric Forbes-Robertson est un tableau réalisé par le peintre français Émile Bernard en 1892, lors de son dernier séjour à Pont-Aven, dans le Finistère. De format vertical, cette huile sur toile est un portrait en buste de son confrère britannique Eric Forbes-Robertson, qui figure ici devant deux femmes en costume breton. Partie d'une même collection privée depuis 1954, l'œuvre est acquise en 2025, grâce à une souscription, par le musée de Pont-Aven,,.